# Pelicà blanc comú
El pelicà blanc comú o pelicà vulgar (Pelecanus onocrotalus) és un ocell marí de la família dels pelecànids (Pelecanidae). Pot arribar de manera ocasional als Països Catalans. Habita llacs i aiguamolls sobretot de l'Àfrica subsahariana, arribant també a Europa sud-oriental, Turquia, l'Iran, mars Negre, Caspi i d'Aral, el Kazakhstan, nord-oest del Golf Pèrsic, i nord de l'Índia fins al Vietnam. El seu estat de conservació es considera de risc mínim.

## Morfologia
- Fa una llargària de 140-178 cm i una envergadura d'uns 280 cm.
- El plomatge és pràcticament blanc (ocasionalment amb un to rosat) amb primàries i secundàries negres.
- Petit plomall a la part posterior del cap i un grup de plomes grogues al pit.
- Pell nua a la cara de color blanc grogós, bec gris amb bordell rosa. Bossa groga. Potes rosa.